# Cuspidaria apodema
Cuspidaria apodema är en musselart som beskrevs av Dall 1916. Cuspidaria apodema ingår i släktet Cuspidaria och familjen Cuspidariidae. Inga underarter finns listade i Catalogue of Life.